# Har Romem
Har Romem (hebreiska: הר רומם) är en kulle i Israel.   Den ligger i distriktet Södra distriktet, i den södra delen av landet. Toppen på Har Romem är 1 009 meter över havet, eller 56 meter över den omgivande terrängen. Bredden vid basen är 5,4 km.
Terrängen runt Har Romem är kuperad åt sydväst, men åt nordost är den platt.Runt Har Romem är det ganska glesbefolkat, med 42 invånare per kvadratkilometer. Det finns inga samhällen i närheten. Trakten runt Har Romem är ofruktbar med lite eller ingen växtlighet.